# Templo de Preston (Inglaterra)
El templo de Preston, Inglaterra, es uno de los templos construidos y operados por la Iglesia de Jesucristo de los Santos de los Últimos Días, el número 52 construido por la iglesia y el segundo de dos en Inglaterra. Situado en la comunidad de Chorley, un suburbio de la ciudad de Preston, el templo de granito blanco consta de un solo pináculo y jardines que en la primavera son decorados con miles de flores que, a diferencia del interior del templo, están abiertos al público.
Al templo, por su cercanía a las comunidades, acuden Santos de los Últimos Días provenientes del norte de Inglaterra, así como de las comunidades de Escocia, Irlanda e Irlanda del Norte. El templo de Preston es el templo más grande construido por la iglesia SUD en Europa, seguido por su homólogo en Londres y luego por el templo de Madrid.

## Historia
En 1837 miembros del Cuórum de los Doce Apóstoles incluyendo Heber C. Kimball y Orson Hyde llegaron a Liverpool enviados para hacer labores proselitistas en Inglaterra. Comenzaron sus predicaciones en Preston donde bautizaron a los primeros conversos en el río Ribble. Al final de un año habrían convertido unos dos mil fieles. La mayoría de los devotos viajaron al territorio de Utah con los pioneros mormones, sin embargo, muchos permanecieron en sus lugares de residencia. La congregación en Preston es la que más tiempo ha permanecido en funciones continuas a nivel mundial.

## Anuncio
En 1952 la iglesia anunció por primera vez planes de construir templos en Europa. El entonces presidente de la iglesia David O. McKay visitó Europa para seleccionar lugares adecuados para los nuevos templos. El primero fue el templo de Berna y el segundo, escogido durante ese mismo viaje, fue el Templo de Londres (Inglaterra) al sur de la ciudad. La Primera Presidencia de la iglesia SUD anunció la construcción del templo en la ciudad de Preston el 19 de octubre de 1992 durante la rededicación del Templo de Londres. Para el anuncio, Inglaterra sería el tercer país fuera de los Estados Unidos con más de un templo, seguido de Canadá y Alemania. El templo se construiría en un terreno que la iglesia ya había adquirido con ese propósito desde antes del anuncio público de la construcción del nuevo templo. La ceremonia de la primera palada tuvo lugar el 12 de junio de 1994 presidida por el entonces presidente de la iglesia SUD Gordon B. Hinckley, quien había servido como misionero en Preston 60 años antes. Unas 10.500 personas asistieron a la ceremonia, la mayor congregación de fieles SUD en el norte de Inglaterra en casi 25 años. En octubre de ese mismo año la iglesia presentó en una rueda de prensa el diseño final del edificio.

## Construcción
La construcción del edificio comenzó a mediados de 1995. El templo se construyó a base de granito blanco-olimpia proveniente de Cerdeña y techo de zinc. El templo cuenta con cuatro salones empleados para las ordenanzas SUD, cuatro salones de sellamientos matrimoniales y un batisterio. El templo tiene un área de 6.469 metros cuadrados de construcción sobre un terreno de 6,1 hectáreas. El templo comparte el terreno con un Centro de Capacitación Misional, un Centro de Distribución de materiales de la iglesia abierto para el público, un Centro de Estaca, un Centro de Historia Familiar y dormitorios para visitantes de procedencia lejana.

## Dedicación
El templo SUD de la ciudad de Preston fue dedicado para sus actividades eclesiásticas en quince sesiones el 7 de junio de 1998, por el entonces presidente de la iglesia SUD Gordon B. Hinckley, quien sirvió como misionero en Preston 60 años antes. Anterior a ello, la semana del 16-30 de mayo de ese mismo año, la iglesia permitió un recorrido público de las instalaciones y del interior del templo al que asistieron 123.000 visitantes. Unos 18.000 miembros de la iglesia e invitados asistieron a la ceremonia de dedicación, que incluye una oración dedicatoria.
La congregación en Preston conlleva el hito de ser la más antigua congregación SUD aún en existencia en el mundo. De acuerdo al folclore mormón, Heber C. Kimball, el primer misionero en Inglaterra y que arribó a Preston en 1837, tuvo una vivencia espiritual de tal magnitud en la región, que al contar el incidente al fundador de la iglesia SUD Joseph Smith, éste refirió que era debido a que varios grandes profetas y apóstoles bíblicos, en vida, anduvieron predicando en esa misma área del Reino Unido.